# Uttendorf
Uttendorf é um município da Áustria, situado no distrito de Zell am See, no estado de Salzburgo. Tem 167,75 km² de área e sua população em 2019 foi estimada em 3.026 habitantes.